# Г-14
G-14 е бивша организация на европейски футболни клубове. Основана е през 2000 от 14-те водещи клубове за представяне на общите интереси в преговорите с УЕФА и ФИФА. Нови члененове могат да бъдат приети в организацията само ако са поканени. През август 2002 още четири клуба се присъединиха, увеличавайки числото на членовете до 18, но въпреки това организацията запази старото си име. На 18 януари 2008 след среща между Г-14, ФИФА и УЕФА организацията е разпусната.
Отборите от G-14 представят 7 различни страни и общо са спечелили 250 национални титли. По три отбора представляват висшите лиги на шампионатите на Англия, Франция, Германия, Италия и Испания, още два клуба от Нидерландия – отборите от тези лиги традиционно се считат за фаворити в борбата на европейската сцена. един клуб представлява Португалия. Членовете на G-14 са спечелили Шампионската лига общо 41 пъти за 51 сезона.
Във финала на Шампионската лига през 2004 за първи път от 1992 играла отбор, не влизащ в G-14 – Монако. Само в три финала на Шампионската лига не е имало отбори от G-14.
На финал за Купата на УЕФА членовете на G-14 не са играли 12 пъти. През 2005 за първи път след 1989 във финала играха два отбора, не влизащи в G-14 — ЦСКА Москва и Спортинг Лисабон. Има още два финала, в които няма нито един отбор-финалист от Г-14. Това са Севиля – Мидълзбро (Купа на УЕФА 2006 г.) и Севиля – Еспаньол (Купа на УЕФА 2007 г.)

## Членове на G-14
Основатели, 2000
- Реал Мадрид (Испания)
- Аякс (Холандия)
- Ф.К. Барселона (Испания)
- Байерн (Германия)
- Борусия Дортмунд (Германия)
- Интер (Италия)
- Ювентус (Италия)
- Ливърпул (Англия)
- Манчестър Юнайтед (Англия)
- Милан (Италия)
- Олимпик Марсилия (Франция)
- ПСЖ (Франция)
- ФК Порто (Португалия)
- ПСВ Айндховен (Холандия)

Нови членове, 2002
- Арсенал (Англия)
- Байер 04 Леверкузен (Германия)
- Олимпик Лион (Франция)
- Валенсия (Испания)